# Omero Carmellini
Omero Carmellini (Roma, 28 gennaio 1921 – Roma, 24 settembre 1997) è stato un calciatore italiano, di ruolo centrocampista.

## Caratteristiche tecniche
Era un'ala.